# 9-クラウン-3
9-クラウン-3(9-Crown-3)または1,4,7-トリオキソナン(1,4,7-trioxonane)、1,4,7-トリオキサシクロノナン(1,4,7-trioxacyclononane)は、化学式C6H12O3のクラウンエーテルである。エチレンオキシドの環状三量体であり、リチウムカチオンとの親和性が高い。